# Løvenholm Skov
Løvenholm Skov eller Løvenholm Skovene er den centrale del af et større sammenhængende skovområde på Djursland på 3.344 hektar og har siden 1951 været ejet af Løvenholm Fonden, ligesom den har navn efter herregården Løvenholm, der ligger ved den nordvestlige ende af skoven. Skovområdet der består af båd løv- og nåleskov, ligger mellem Vivild, Auning og Ryomgård omfatter ud over Løvenholm Skov blandt andet Eldrup Skov, Tårup Skov, Auning Skov, Fjeld Skov, Klemstrup Skov og Bøjstrup Skov, og har mod øst sammenhæng med Ramten Skov og Fuglsø Mose.
I skovene ligger, fragmenteret, Natura 2000-område nr. 47 Eldrup Skov og søer og moser i Løvenholm Skov.